# 프랑스 와인

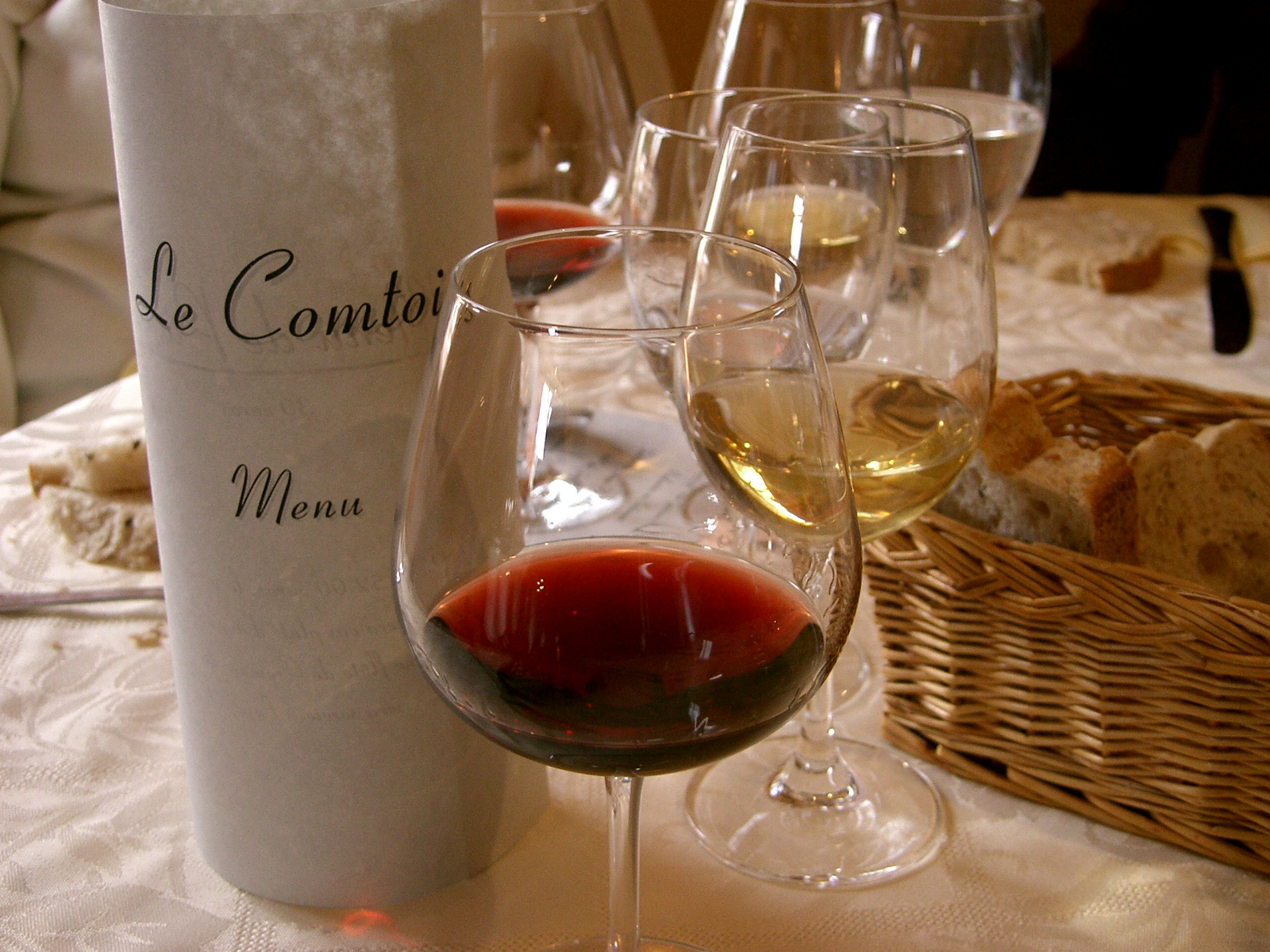
프랑스 와인은 보통 음식과 함께 대접된다.

프랑스 와인 또는 프랑스의 포도주는 프랑스에서 생산되는 포도주이며, 한 해에 50,000,000~60,000,000 헥토리터의 양이 생산되며 이는 70~80억 병에 해당한다. 프랑스는 세계 최대의 포도주 생산 국가이다. 프랑스 와인은 기원전 6세기로 거슬러 올라가며 수많은 프랑스 주의 포도주 제조의 역사는 로마 시대로 거슬러 올라간다.

## 같이 보기
- 포도주 양조
- 포도주의 역사
- 유럽 연합의 지리적 표시 및 전통 특산품